# Caprimulgus eximius
Caprimulgus eximius là một loài chim trong họ Caprimulgidae.